# Loxozona lanceolata
Loxozona lanceolata là một loài bướm đêm thuộc phân họ Arctiinae, họ Erebidae.